# 延长薹草
延长薹草（学名：Carex prolongata）是莎草科薹草属的植物，为中国的特有植物。分布在中国大陆的云南西北部等地，生长于海拔3,660米的地区，多生长于潮湿草地，目前尚未由人工引种栽培。